# Шлоссер, Макс (певец)
Якоб Макс Шло́ссер (нем. Max Jacob Schlosser; 17 октября 1835, Амберг, Королевство Бавария — 2 сентября 1916, Уттинг-ам-Аммерзе, Королевство Бавария) — немецкий оперный певец (тенор, позднее — баритон).

## Биография
Пел в опереттах Цюриха, Санкт-Галлена и Аугсбурга с небольшим успехом, затем непродолжительное время работал пекарем. В 1868 году по приглашению фон Бюлова дебютировал в Мюнхенской опере в роли Давида в премьере «Нюрнбергских мейстерзингеров». Состоял в труппе театра до 1904 года, когда в прощальном спектакле исполнил ночного сторожа в «Нюрнбергских мейстерзингерах».

## Творчество
Тенор бо́льшую часть своей карьеры, позже пел как баритон. Пел Миме в первом полном исполнении «Кольца нибелунга» в Байройте (1876) и Лондоне (1882).
В числе исполненных ролей:
- Миме — «Золото Рейна» Р. Вагнера (1869)
- посыльный — «Феи» Р. Вагнера (1888)
- Альмавива — «Севильский цирюльник» Дж. Россини
- Макс — «Вольный стрелок» К. М. Вебера
- Лионель — «Марта» Ф. Флотова
- Сикст Бекмессер — «Нюрнбергские мейстерзингеры» Р. Вагнера